# Полонез (поезд)
«Полоне́з» (пол. Polonez) — скорый поезд, курсировавший по маршруту Варшава — Москва (Белорусский вокзал) с 1973 по 2020 год. С 2016 года обслуживался только российской стороной (РЖД).

## О поезде
Поезд «Полонез» рассчитан на скорость до 200 км/ч. В его состав входят вагоны 1 класса (2-местные купе) и 2 класса (3-местные купе). В поезде РЖД факультативно включают вагон класса «люкс». На участке Москва — Брест — Москва курсирует вагон-буфет. Все вагоны оборудованы экологически чистыми туалетами.
Пересечение границы в Бресте в ночное время, обратно в Тересполе в вечернее время.

## История
«Полонез» начал курсировать в июле 1973 года и был одним из символов польско-советской дружбы. Тогда он состоял из 20 спальных вагонов и относился к категории Interexpress, что по меркам Западной Европы соответствовало InterCity. В вагонах находился умывальник и, в отличие от обычных вагонов, в купе было 2-3 полки с одной стороны.
Поездные бригады «Полонез» формировались польской стороной, в расписании поезд имел номер 9/10. Одновременно между Варшавой и Москвой курсировал другой поезд с «советскими» вагонами и советскими поездными бригадами. Он пересекал границу в районе Гродно, и имел в расписании номер 11/12.
Поезд пользовался особой популярностью после открытия границ в 1993 году - использовался «челноками» для перевоза товаров на продаже из Варшавы в Москву. С 2000-х годов, по мере уменьшения пассажиропотока, количество вагонов постоянно сокращалось.
С 11 декабря 2005 года по 27 мая 2007 года из-за возросших эксплуатационных издержек и снижения пассажиропотока, «Полонез» приостанавливал своё движение. После возобновления работы поездные бригады стали формироваться российской и польской сторонами на паритетной основе. Также, с 2007 года, время в пути было сокращено на час за счёт уменьшения на час времени смены вагонных тележек в Бресте при переходе с российской колеи на европейскую и обратно.
С 2016 года Россия фактически восстановила государственную границу между Белоруссией и Россией, не создав на границе ни одного международного пограничного перехода, из-за  чего поляки даже с российской визой лишились возможности въезжать в Россию на этом поезде. В результате польская сторона отказалась от формирования поездов и он курсировал только с российскими бригадами.
С 2020 года в связи с эпидемией коронавируса железнодорожное сообщение было закрыто, а после окончания эпидемии в 2022 году не восстановлено.